# لاخیمپور
لاخیمپور (به انگلیسی: North Lakhimpur) یک منطقهٔ مسکونی در هند است که در بخش لاخیم‌پور واقع شده‌است. لاخیمپور ۱۳٫۷۴ کیلومتر مربع مساحت و ۵۹٬۸۱۴ نفر جمعیت دارد و ۱۰۱ متر بالاتر از سطح دریا واقع شده‌است.